# Хикутаваке (округ)
Хикутаваке (англ. Hikutavake) — один из 14 округов Ниуэ (владение Новой Зеландии). Административным центром округа является одноимённая деревня.

## Географическая характеристика
Округ Хикутаваке расположен в северной части острова Ниуэ. Его площадь составляет 10,17 км². Административный центр расположен в северо-западной части округа.
Крайние точки:
- север: 18°57′21″ ю. ш. 169°51′43″ з. д.HGЯO;
- юг: 18°59′54″ ю. ш. 169°51′45″ з. д.HGЯO;
- запад: 18°58′08″ ю. ш. 169°53′30″ з. д.HGЯO;
- восток: 18°58′59″ ю. ш. 169°51′05″ з. д.HGЯO;

Граничит с округами: Намукулу, Туапа, Муталау и Тои. На северо-западе и севере омывается Тихим океаном.